# سامی ناصری
سعید ناصری ملقب به سامی ناصری (به انگلیسی: Sami Naceri) (متولد ۲ ژوئیهٔ ۱۹۶۱) یک بازیگر فرانسوی است که بیشتر به‌خاطر نقش‌آفرینی در مجموعه فیلم‌های تاکسی شناخته می‌شود.

## زندگی و حرفه

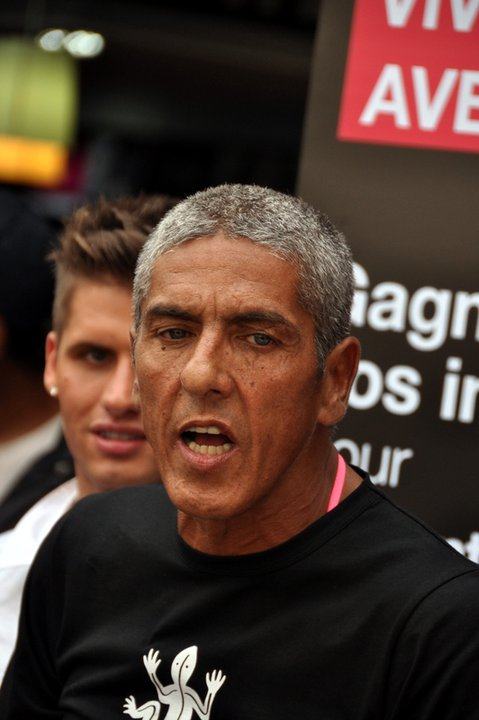
سامی ناصری در جشنواره فیلم کن سال ۲۰۱۱

ناصری از پدری الجزایری و مادری فرانسوی در منطقه ۴ پاریس به‌دنیا آمد و دوران کودکی خود را در پاریس در حومهٔ فونتنای سو-بوآ گذراند. برادر او بی‌بی ناصری است که در فیلم بلوک ۱۳ نویسنده و همبازی وی بود. او جایزهٔ بهترین بازیگر مرد را برای بازی در فیلم روزهای افتخار در جشنواره فیلم کن ۲۰۰۶ به‌دست‌آورد.
=== فیلم‌شناسی ===
فیلم روز رستگاری ۲۰۲۱
- ۲۰۰۷: تاکسی ۴
- ۲۰۰۶: روزهای افتخار به کارگردانی رشید بوشارب
- ۲۰۰۴: باب ال وب به کارگردانی مرزاق علواش
- ۲۰۰۳: در جستجوی نمو به کارگردانی اندرو استنتون (صدای کراش لاک‌پشت در نسخهٔ دوبلهٔ فرانسوی)
- ۲۰۰۲: Tapis volant به کارگردانی یوسف حمیدی
- ۲۰۰۲: Disparu directed by Gilles de Maistre
- 2002: Concerto pour un violon directed by Gilles de Maistre
- 2002: تاکسی ۳ directed by Gérard Krawczyk
- 2002:  La Mentale  directed by Manuel Boursinhac
- 2001: Féroce directed by Gilles de Maistre
- 2001: La Repentie directed by Laetitia Masson
- 2001: La Merveilleuse Odyssée de l'idiot toboggan directed by Vincent Ravalec
- 2001: لانه (فیلم ۲۰۰۲) (The Nest) directed by Florent-Emilio Siri
- 2001: Le Petit Poucet directed by Olivier Dahan
- 2000: Là-bas, mon pays directed by Alexandre Arcady
- 1999: تاکسی ۲ directed by Gérard Krawczyk
- 1999:  Une pour toutes  directed by کلود للوش
- 1999: Un pur moment de rock'n'roll directed by Manuel Boursinhac
- 1998: Cantique de la racaille directed by Vincent Ravalec
- 1998: تاکسی directed by ژرار پیره
- 1997: Autre chose à foutre qu'aimer directed by Carole Giacobbi
- 1997: Bouge! directed by Jérôme Cornuau
- 1996: La Légende de Dede directed by Antonio Olivares
- 1996: Malik le maudit directed by Youcef Hamidi
- 1995: Raï directed by Thomas Gilou
- 1995: Coup de vice directed by Zak Fishman
- 1994 ۱۹۹۴: Frères directed by Olivier Dahan
- ۱۹۹۴: لئون کارگردانی شده توسط لاک بسون
- ۱۹۸۹: La Révolution française